# Zigomaturins

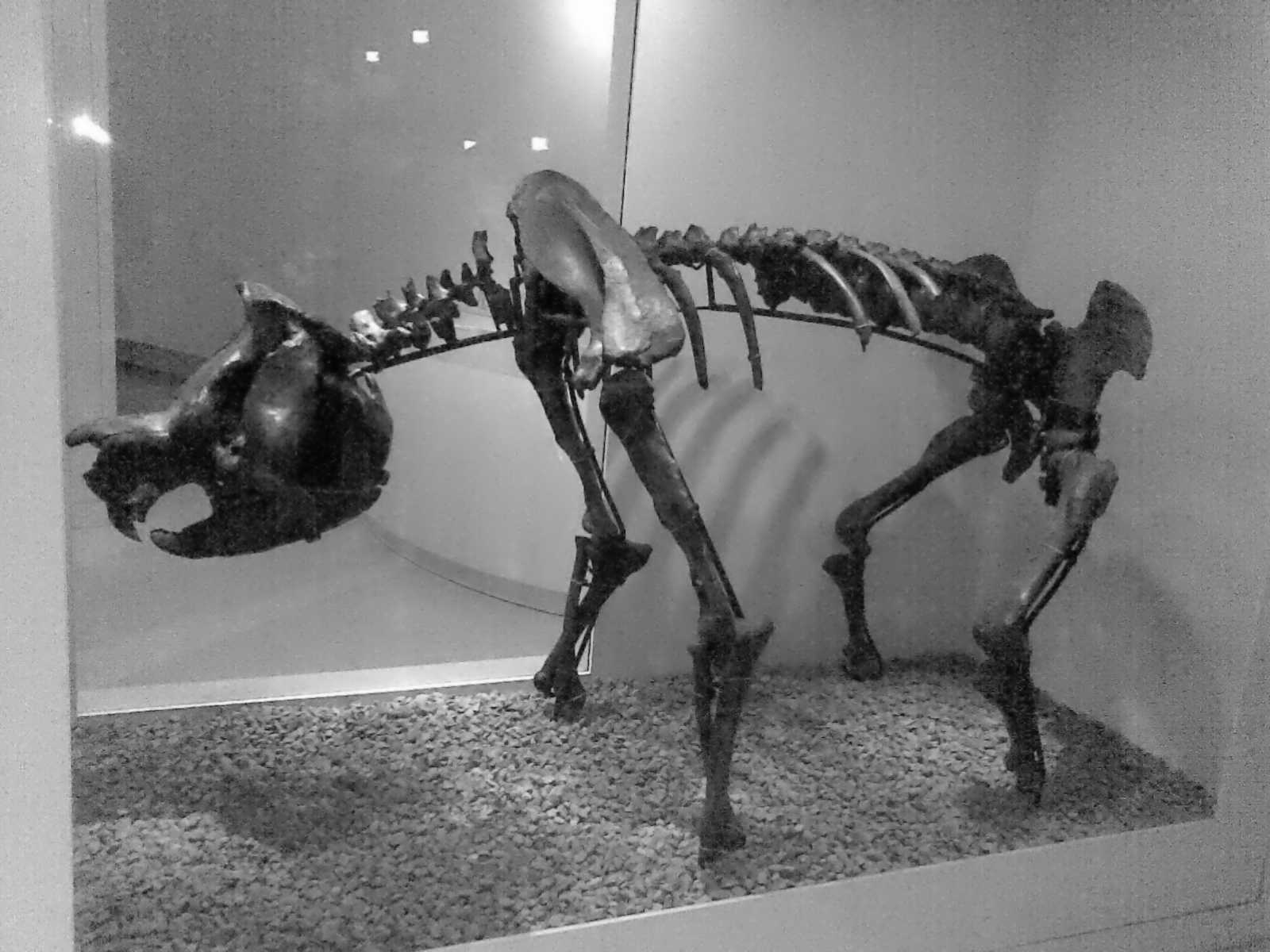
Fòssil de Zygomaturus tasmanicus

Els zigomaturins (Zygomaturinae) són una subfamília extinta de mamífers marsupials de la família dels diprotodòntids que visqueren a Oceania entre l'Oligocè superior i el Plistocè superior. Se n'han trobat restes fòssils a Austràlia, Nova Caledònia i Papua Nova Guinea. Incloïen alguns dels marsupials més grossos que han existit mai. Probablement menjaven fulles. Durant molt de temps foren considerats els diprotodòntids més primitius, però aquest punt de vista podria ser incorrecte.